# ポパイズ・ルイジアナ・キッチン
ポパイズ・ルイジアナ・キッチン（英語：Popeyes Louisiana Kitchen）は、アメリカ合衆国アトランタに本社を置くフライドチキンを中心としたファーストフードチェーン。旧名称はポパイズ・チキン・アンド・ビスケット（英語：Popeyes Chicken & Biscuits）。

## 概要
1972年、ルイジアナ州ニューオーリンズで設立された。
日本ではキャンプ座間など米軍基地内にのみ出店している。

## 展開している国や地域

### 現在出店している国
北米
- アメリカ合衆国
- カナダ

南米
- ジャマイカ
- ガイアナ
- スリナム
- メキシコ
- ペルー
- ホンジュラス
- パナマ
- コスタリカ

アジア
- 香港
- 中華人民共和国（2020年に1号店を出店）
- インドネシア
- インド
- マレーシア
- シンガポール
- ベトナム
- 大韓民国
- タイ

欧州
- イギリス
- チェコ
- ジョージア

中東
- トルコ
- バーレーン
- サウジアラビア
- イラク
- ヨルダン

### 米軍基地内にのみ出店している国
- ドイツ
- フランス
- 日本

## ヒット商品

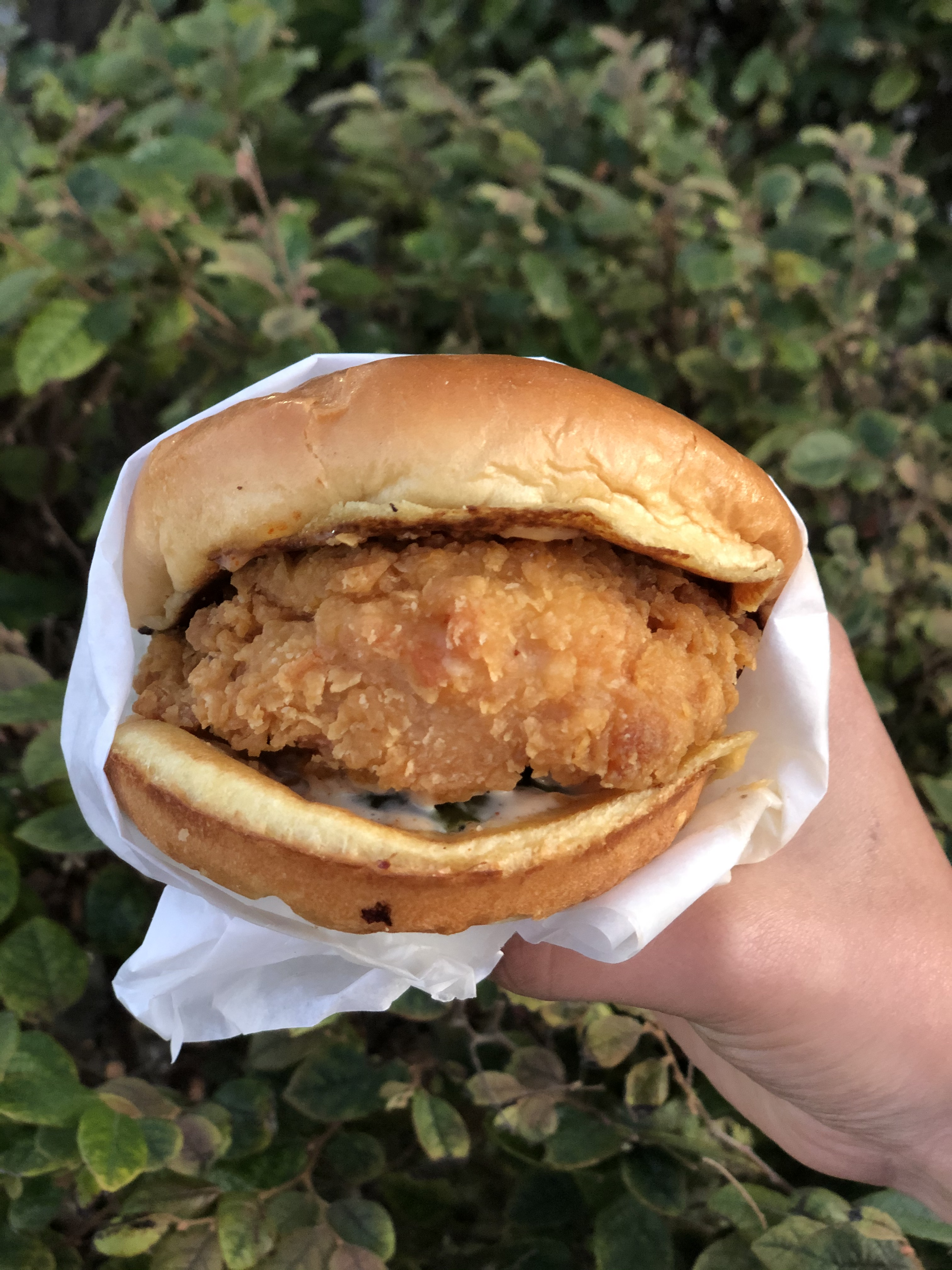
チキンサンド

2019年8月上旬に発売したチキンサンドがヒット商品になり、全米各店で売り切れとなった。同年11月3日に再販。メリーランド州の店では行列の順番をめぐり殺人事件も発生した。

## ギャラリー
- ポパイズ・チキン・アンド・ビスケット
- ポパイズ・バタフライ・シュリンプ・ミール
むきエビのから揚げにフライドポテトとビスケットが付く
- マッシュ
- コールスロー